# Double Enfance
Albums de Julien Clerc
Studio
(2003) Où s'en vont les avions ?
(2008)
Singles
1. Double Enfance
Sortie : 21 novembre 2005
2. Quel jeu elle joue
Sortie : 2006
3. Une vie de rien
Sortie : 2006
4. Réfugié
Sortie : 2006

Double Enfance est le vingtième album studio de Julien Clerc sorti le 3 octobre 2005.
La chanson éponyme de l'album, écrite par Maxime Le Forestier, évoque l'enfance de Julien Clerc après le divorce de ses parents.

## Titres
Toute la musique est composée par Julien Clerc.
| 11 Titres   | 11 Titres                  | 11 Titres             | 11 Titres | 11 Titres | 11 Titres | 11 Titres | 11 Titres | 11 Titres | 11 Titres |
| No          | Titre                      | Paroles               | Durée     |           |           |           |           |           |           |
| ----------- | -------------------------- | --------------------- | --------- | --------- | --------- | --------- | --------- | --------- | --------- |
| 1.          | Une vie de rien            | Carla Bruni           | 3:31      |           |           |           |           |           |           |
| 2.          | Rio Negro                  | Cécile Delalandre     | 3:29      |           |           |           |           |           |           |
| 3.          | Double Enfance             | Maxime Le Forestier   | 3:02      |           |           |           |           |           |           |
| 4.          | Réfugiés                   | Étienne Roda-Gil      | 3:47      |           |           |           |           |           |           |
| 5.          | Quel jeu elle joue         | Jean-Loup Dabadie     | 3:02      |           |           |           |           |           |           |
| 6.          | Marie-Louise               | Cécile Delalandre     | 3:21      |           |           |           |           |           |           |
| 7.          | Rester                     | Carla Bruni           | 3:14      |           |           |           |           |           |           |
| 8.          | Place Clichy               | Gérard Duguet-Grasser | 3:26      |           |           |           |           |           |           |
| 9.          | Docteur                    | Carla Bruni           | 3:11      |           |           |           |           |           |           |
| 10.         | Donne-moi de tes nouvelles | Étienne Roda-Gil      | 2:53      |           |           |           |           |           |           |
| 11.         | Ma sirène                  | Maxime Le Forestier   | 3:45      |           |           |           |           |           |           |
| 36 min 50 s |                            |                       |           |           |           |           |           |           |           |

## Classements et certifications

### Classements hebdomadaires
| Classement (2005–07)          | Meilleure position |
| ----------------------------- | ------------------ |
| Belgique (Wallonie Ultratop)  | 2                  |
| France (SNEP)                 | 1                  |
| Pays-Bas (Mega Album Top 100) | 86                 |
| Suisse (Schweizer Hitparade)  | 26                 |

### Certification
| Pays          | Certification | Date | Ventes certifiées |
| ------------- | ------------- | ---- | ----------------- |
| France (SNEP) | 2 × Platine   | 2006 | 400 000           |